# Bown (Somaliland)
Bown (ook: Boon, Bawn) is een dorp in het District Borama, regio Awdal, in de niet-erkende staat Somaliland (en dus juridisch nog steeds gelegen in Somalië). Bown ligt op ruim 1300 m hoogte. Er staat een telefoonmast in het dorp.
In en rond Bown liggen drie terreinen met een gezamenlijk oppervlakte van meer dan 7 km² waarvan bekend is of vermoed wordt dat er antipersoneelsmijnen liggen.
Klimaat: Het klimaat van Bown wordt beïnvloed door de hoge ligging. De gemiddelde jaartemperatuur is 21,9°C. Juni is de warmste maand, gemiddeld 25,7°C; januari is het koelste, gemiddeld 17,8°C. De jaarlijkse regenval bedraagt ca. 477 mm (Nederland: 800 mm). Van oktober t/m februari valt er weinig regen, minder dan 20 mm per maand. April-mei en juli-september zijn het natste met 49-99 mm per maand.